# Cantavieja

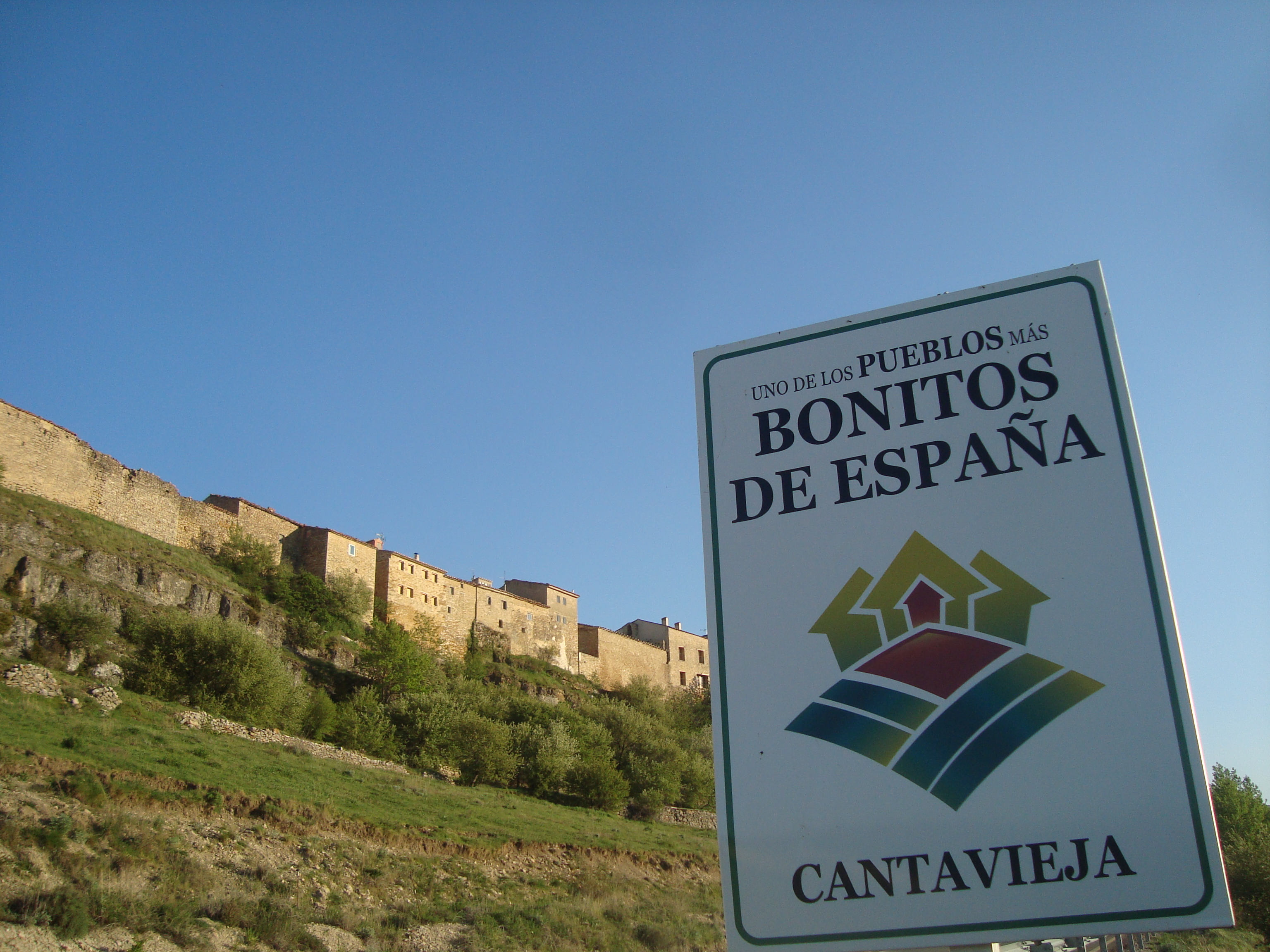
Cantavieja

Cantavieja è un comune spagnolo di 758 abitanti situato nella comunità autonoma dell'Aragona.
Il comune è il capoluogo della comarca del Maestrazgo.

## Storia
Secondo la leggenda, Cantavieja venne fondata da Amilcare Barca, che la chiamò Cartago Vetus.

### Preistoria
La presenza umana nel territorio di Cantavieja è molto antica, come dimostrano vari ritrovamenti archeologici: siti importanti sono la Cueva de los Toros, con testimonianze del Paleolitico e dell'Età del rame, ed El Castellar di epoca iberica. Nel Cerradico de Casa Granja e La Masía del Tosco si trovano incisioni rupestri.

### Medio Evo
Durante il Medio Evo, Cantavieja fu un'enclave araba fino alla conquista cristiana del 1169 da parte di Alfonso II d'Aragona e inizialmente fu concessa all'Ordine del Santo Redentore. Già nel 1197 era istituita una commenda, essendo primo commendatore Miguel de Luna.
Nel Basso Medioevo, il 29 novembre del 1212, fu ceduta da Pietro II di Aragona ai Cavalieri templari e nell'aprile del 1225 ricevette la Carta de población dalle mani del maestro provinciale, Folch de Montpesat.
Il 10 giugno 1317 i Cavalieri di Malta, dopo lo scioglimento dell'Ordine templare, presero possesso della encomienda di Cantavieja che comprendeva, oltre a Cantavieja, anche Mirambel, La Iglesuela del Cid, Villarluengo, La Cañada, La Cuba e Tronchón.

### Era moderna e contemporanea
Il commercio della lana e l'allevamento permisero a Cantavieja di prosperare economicamente durante il XVIII secolo. Sono di questo periodo alcuni dei principali edifici che tuttora si conservano, come la chiesetta di Loreto (1700) e l'Ospedale di San Rocco (1775). Contemporaneamente, nel 1745, si ampliò la chiesa parrocchiale dell'Assunzione.
La città continuò a dipendere dai Cavalieri di Malta fino al XIX secolo, quando, con le desamortizaciones vennero creati i comuni. Cantavieja si costituì come comune nel 1834, formando parte del partido judicial di Castellote, per passare nel 1965 a quello di Alcañiz.

### Guerre carliste
Cantavieja fu una zona cruciale durante le guerre carliste. Inizialmente le autorità di Cantavieja avevano resistito alle pretese dei Carlisti, ma coscienti della loro debolezza — poiché il governo poteva fare molto poco per difenderli —, adottarono una posizione più pragmatica che riduceva i rischi di una guerra e nell'aprile del 1836, durante il primo di questi conflitti, il generale Ramón Cabrera (1806–1877), la scelse come sede del Comando Generale del Maestrazgo.
Furono così realizzati lavori di miglioramento delle fortificazioni, vennero creati un'accademia militare per la formazione degli ufficiali, due ospedali e una fonderia da cui uscirono i primi due cannoni per l'esercito carlista.
Approfittando dell'assenza di Cabrera e di altri capi ribelli, il generale Evaristo Fernández de San Miguel (1785–1862), fedele a Maria Cristina di Borbone, mise sotto assedio la città nell'ottobre del 1836 e la conquistò trovando scarsa resistenza.
La riconquista di Cantavieja diventò un obiettivo fondamentale per i Carlisti. Dell'operazione fu incaricato Juan Cabañero (1800–1850), che riuscì ad impadronirsene nell'aprile del 1837. Da quel momento crebbe la sua importanza: vennero aperte una tipografia, laboratori di sartoria e fabbriche di polvere da sparo e si tornò a pubblicare un giornale chiamato Boletín del Ejército Real de Aragón, Valencia y Murcia. Il 24 luglio dello stesso anno, Carlo Maria Isidoro di Borbone visitò Cantavieja, venendo ricevuto con tutti gli onori. Il 7 marzo 1838, fecero il loro ingresso le truppe carliste che, al comando di Cabañero, erano state sconfitte nel tentativo di occupare Saragozza, fatto posteriormente conosciuto come cincomarzada.
Il patto stipulato il 31 agosto 1839 tra Baldomero Espartero e Rafael Maroto che mise fine alla prima guerra carlista nel nord della Spagna, permise al governo di destinare le risorse alla guerra nel Maestrazgo. In questo modo, una volta prese Castellote e Aliaga, le truppe liberali si mossero verso Cantavieja.
Il comandante militare della città ricevette da Cabrera l'ordine di abbandonarla, dopo aver bruciato magazzini e infrastrutture e fatto esplodere le riserve di polvere da sparo del castello. Cantavieja alla fine venne occupata dalle truppe governative l'11 maggio 1840.

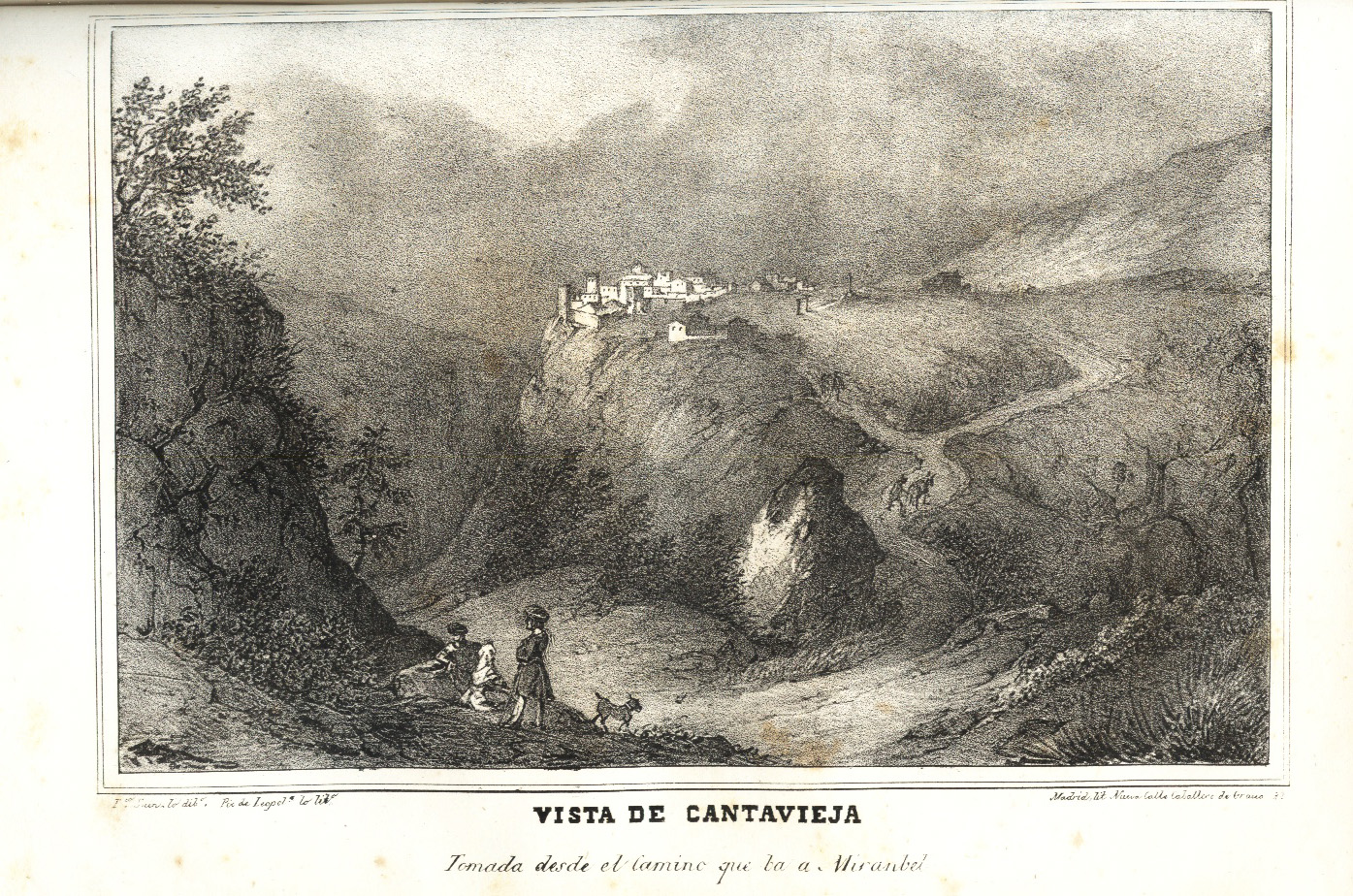
Vista di Cantavieja, pubblicata nel 1845

Pascual Madoz, nel suo Diccionario geográfico-estadístico-histórico de España del 1845, riferisce che Cantavieja contava all'epoca 254 case, distribuite su due piazze principali e varie vie lastricate; solo 154 di queste case erano abitate mentre le altre si trovavano abbandonate per essere andate a fuoco durante il conflitto carlista.
Anni dopo, durante la seconda guerra carlista, Cantavieja tornò ad essere il centro di comando dell'esercito carlista aragonese alle dipendenze del generale Manuel Marco (1810–1885), meglio conosciuto come Marco de Bello. Agli inizi dell'insurrezione del 1872, questi fu sconfitto e ferito in uno scontro presso Cantavieja il 24 aprile. L'esercito liberale, al comando del generale Eulogio Despujol (1834–1907), cercò senza successo di occupare la città nell'aprile del 1874. Da quel momento, la tattica dei governativi consistette in azioni finalizzate ad interrompere l'approvvigionamento di viveri alla città. L'assedio definitivo a Cantavieja — ultimo ostacolo per terminare la guerra — cominciò nel 1875. Dopo una tenace resistenza da parte dei difensori, il 6 luglio cadde prigioniera tutta la guarnigione, concludendo con questo episodio l'ultima delle guerre carliste.

### XX secolo
Nel XX secolo, Cantavieja e l'area del Maestrazgo furono teatro della guerra civile spagnola e delle azioni della guerriglia antifranchista.

## Monumenti e luoghi d'interesse
Il centro storico di Cantavieja ha una struttura medievale ed è stato dichiarato Conjunto Histórico nel 1981.
Nel 2014, Cantavieja è entrata a far parte della «Associazione dei paesi più belli di Spagna».
Notevole la piazza porticata, dedicata a Cristo Re, dove si affacciano la chiesa principale e il municipio.

### Edifici religiosi

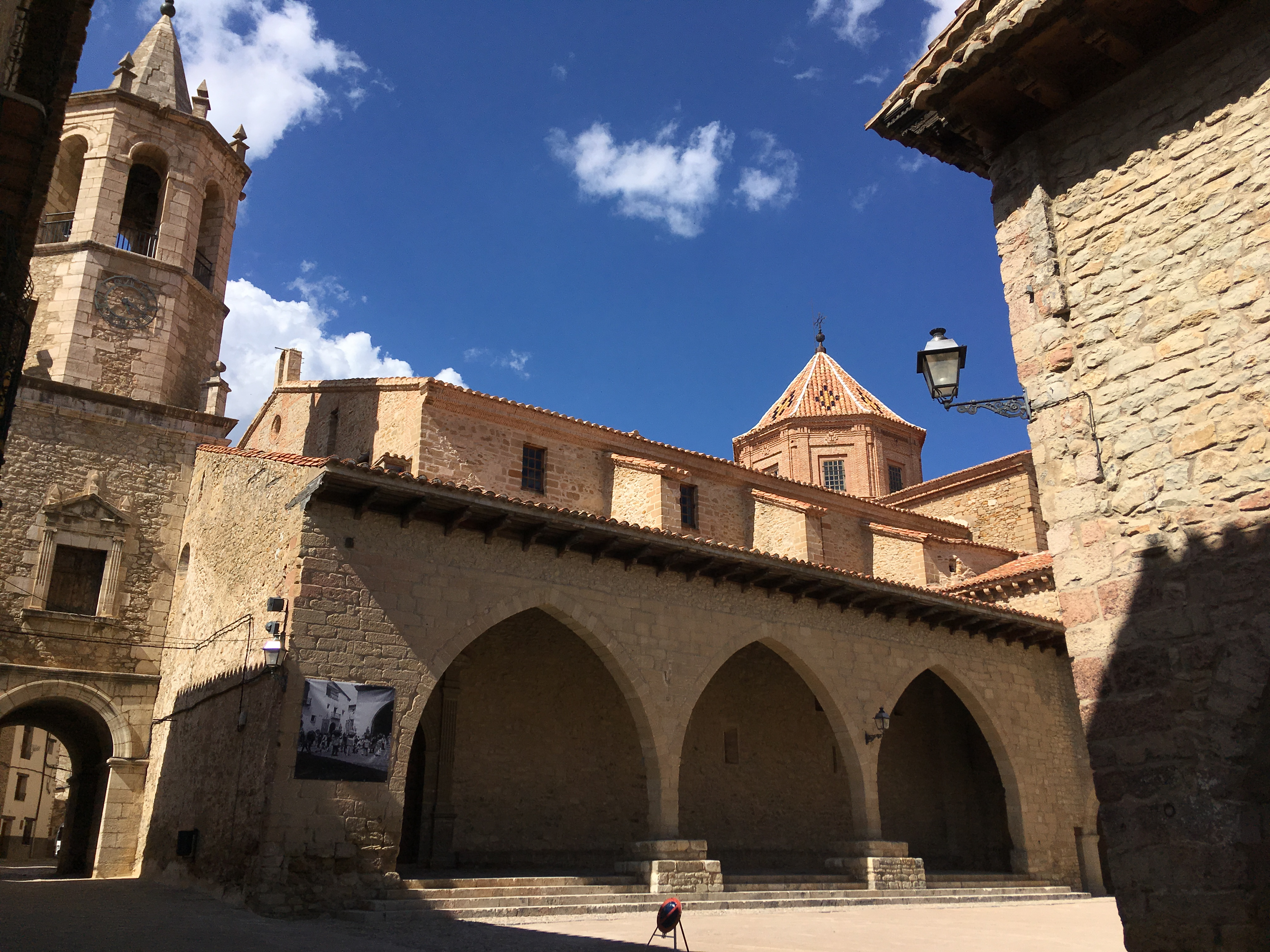
Chiesa dell'Assunzione

- La chiesa parrocchiale dell'Assunzione è un edificio barocco di grandi dimensioni costruito in muratura. Ha tre navate, quella centrale ha una volta a botte con lunette. Il campanile consta di due corpi ottagonali con un coronamento piramidale; un'apertura nella parte inferiore permette il passaggio della via pubblica sotto la torre. La chiesa fu ampliata tra il 1730 e il 1745 sopra una chiesa medievale precedente di cui si conservano, integrati nell'edificio attuale, solo il campanile e la facciata.[11]

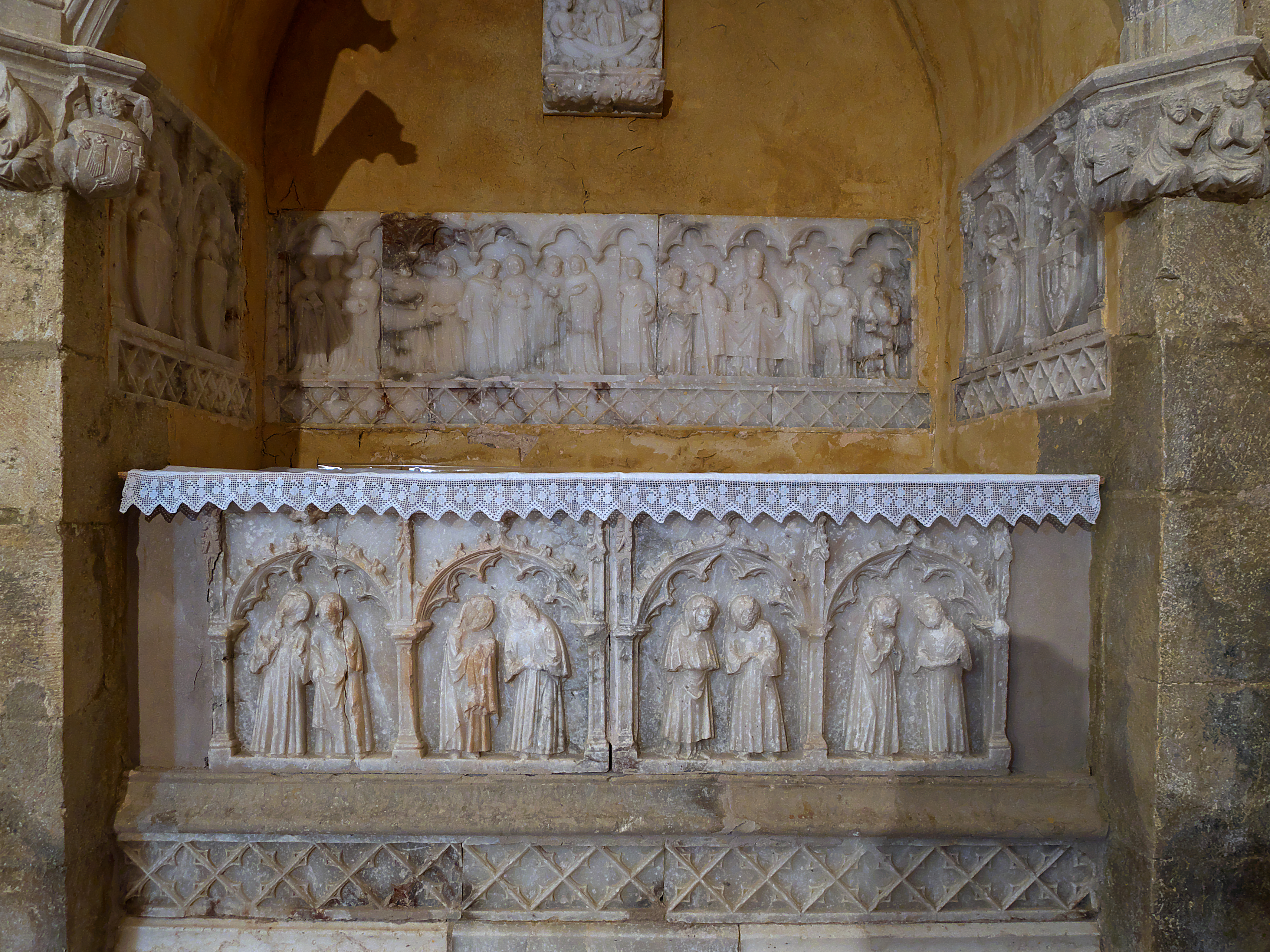
Sepolcro di Gonzalo de Funes nella chiesa di San Michele

- La chiesa di San Michele è stata costruita nel XV secolo in stile gotico levantino. Il portale d'ingresso si apre su un atrio formato da tre archi acuti. La chiesa è costituita da un'unica navata con una copertura a volta d'ogiva e da un'abside poligonale di cinque lati con volta a crociera le cui nervature appoggiano su mensole con delle teste d'angelo scolpite. All'interno, l'elemento più importante è il sepolcro in alabastro di Gonzalo de Funes, balivo di Cantavieja e priore dell'Ordine di San Giovanni, realizzato nel 1415.[12]
- Chiesetta di San Juan del Barranco, la più antica del paese, costruita intorno 1420 su iniziativa di Gonzalo de Funes; presenta una navata unica con abside poligonale
- Chiesetta della Madonna di Loreto (Ermita de la Virgen del Loreto), barocca del sec. XVII, con una sola navata, divisa in due da un arco a tutto sesto
- Chiesetta di San Blas, ricostruita nel 1850 dopo la sua distruzione durante le guerre carliste.

### Edifici civili

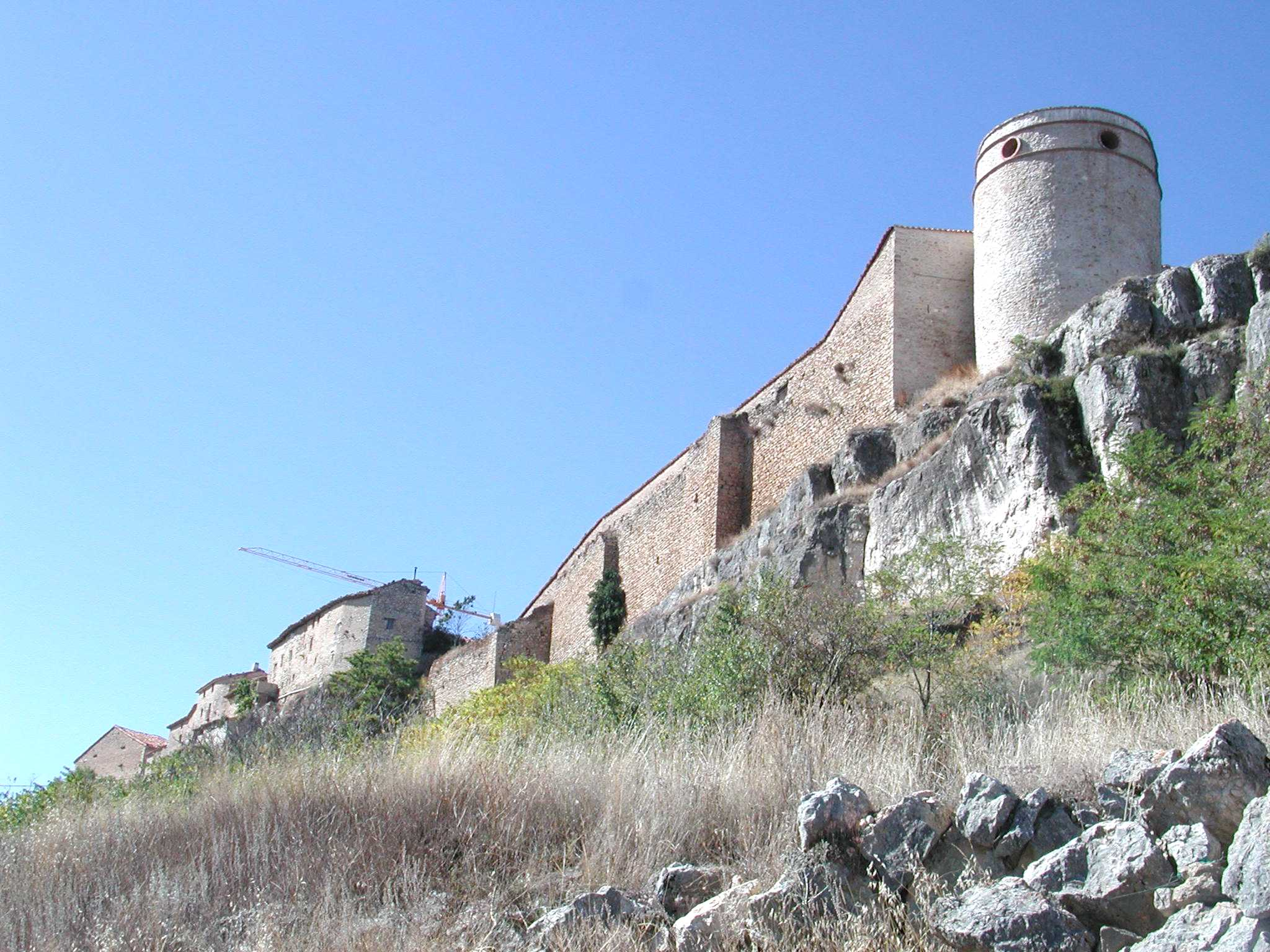
Resti del Castillo di Cantavieja, importante enclave carlista.

- Castello di Cantavieja, a nord del centro abitato. I resti di questa fortezza medievale sono scarsi, avendo subito ingenti danni durante le guerre carliste, tuttavia si conservano ancora ampi tratti della cinta muraria esterna. Ha una pianta triangolare e ad uno dei vertici si alza un torrione circolare eretto nel XIX secolo sulla base di uno medievale precedente a pianta rettangolare. Nel 1308 subì un assedio da parte di Berenguer de Tobía, de Sobrarbe y Ribagorza, che ne chiedeva la consegna essendo l'Ordine templare spogliato dei suoi beni, e la fortezza cadde dopo mesi di resistenza. Successivamente passò all'Ordine di San Giovanni insieme alle altre proprietà dei Templari, fino al 1784. Nel 1836 il generale carlista Cabrera vi fondò una Maestranza de caballería che dovette essere abbandonata nel 1840. Nel 1873 Marco de Bello istituì un'accademia militare nel castello ma questo venne occupato nel 1875 dal generale Martínez Campos dopo un lungo assedio.[13]

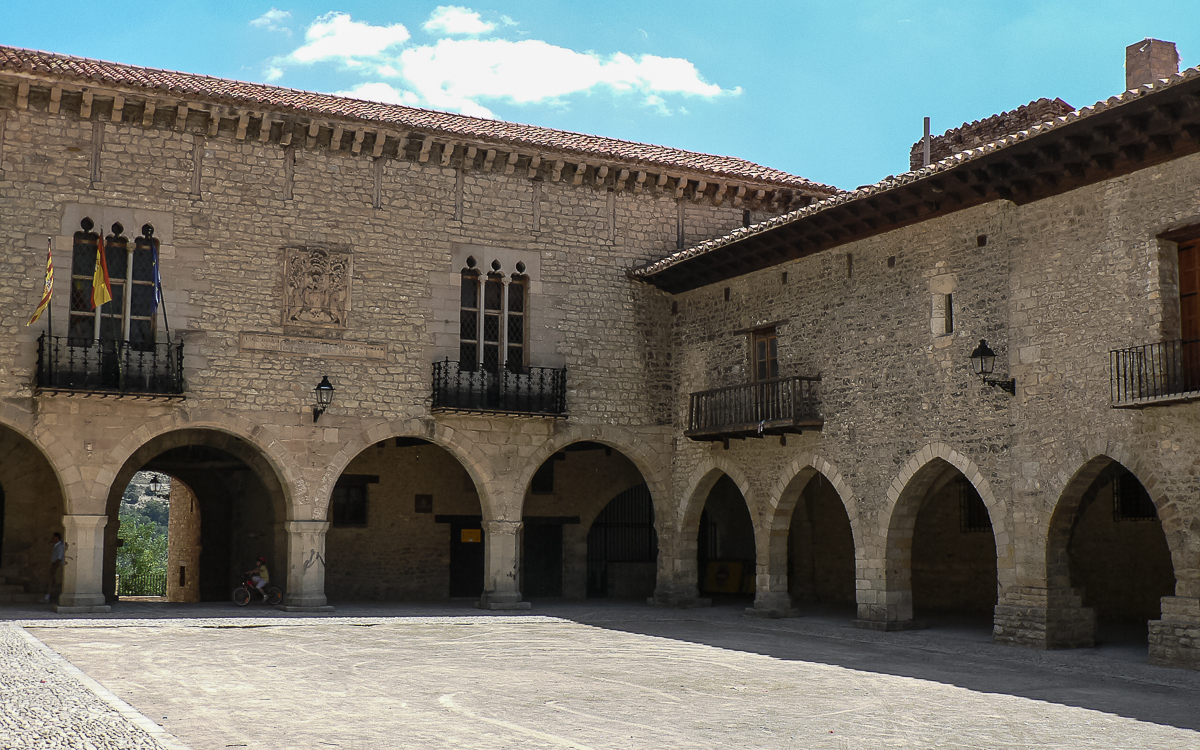
Il municipio di Cantavieja

- Il municipio di Cantavieja è una costruzione del XVI secolo in pietra e mattoni. Sulla facciata si vede lo stemma della città con l'iscrizione latina Haec domus Odit nequitiam, amat pacem, punit crimina, conservat iura, honorat probos.

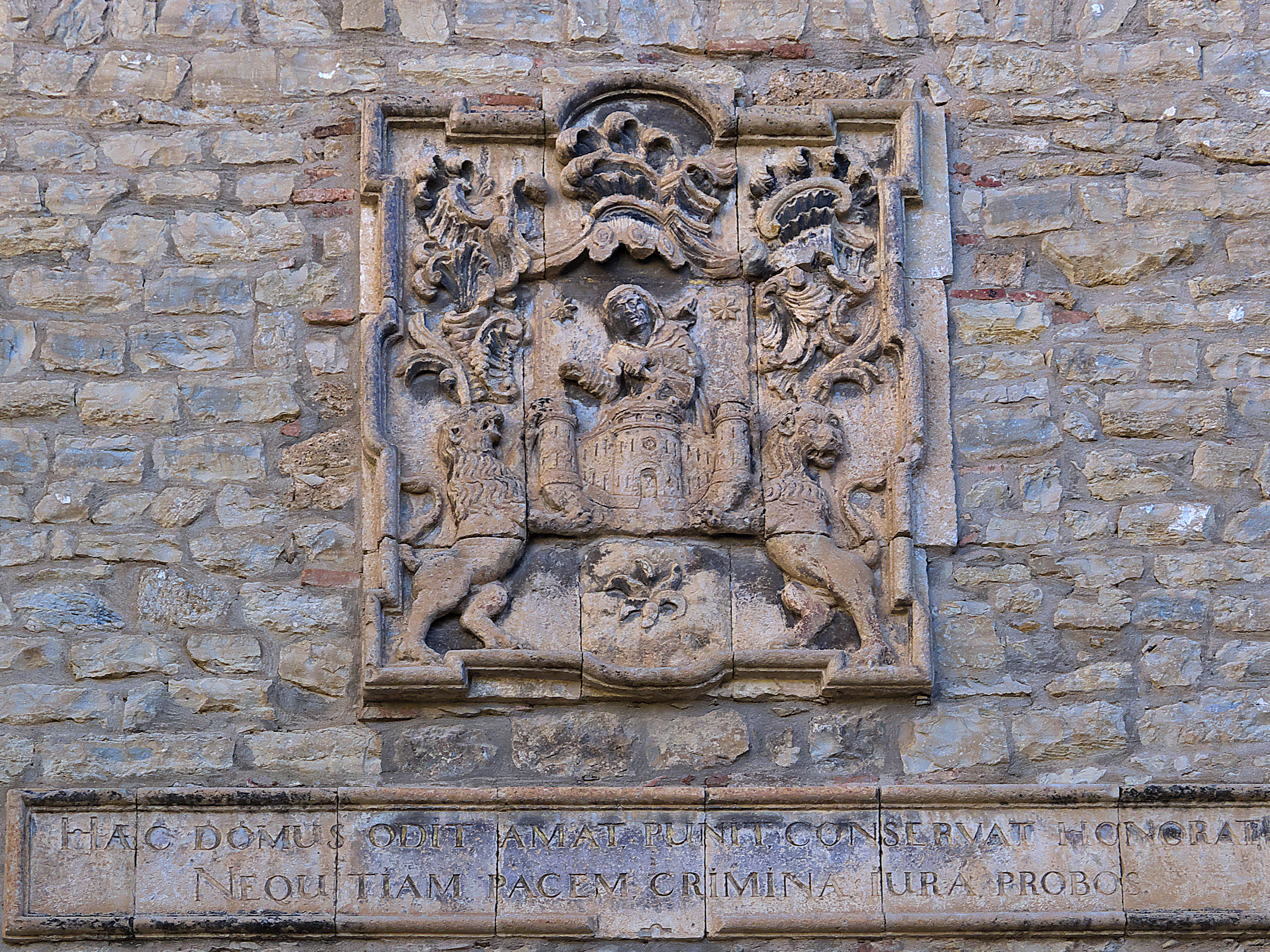
Scudo di Cantavieja sulla facciata del municipio

- Antico Ospedale di San Rocco, addossato alla chiesa di San Michele, costruito nel 1775
- Il Museo delle Guerre Carliste si trova in calle Mayor in una casa del XVII secolo: mostra la storia di questi conflitti e le conseguenze che lasciarono nella zona del Maestrazgo.